# 레바논의 재외공관 목록

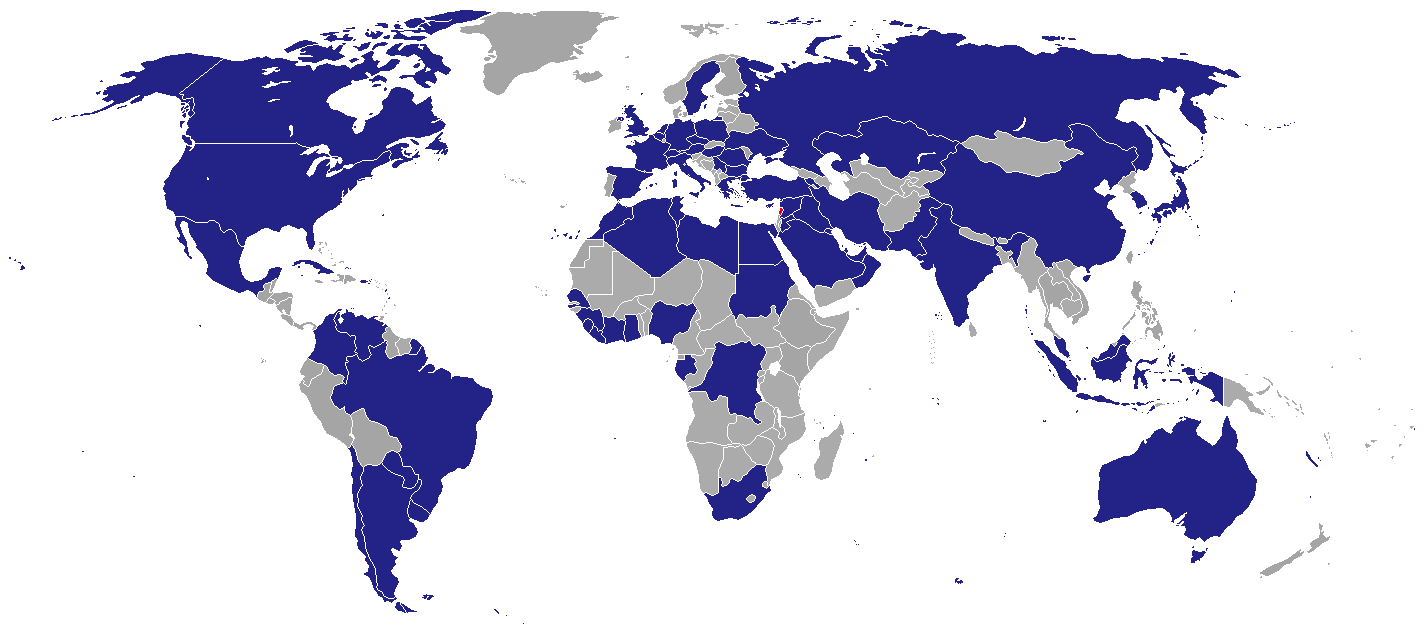
레바논의 재외공관

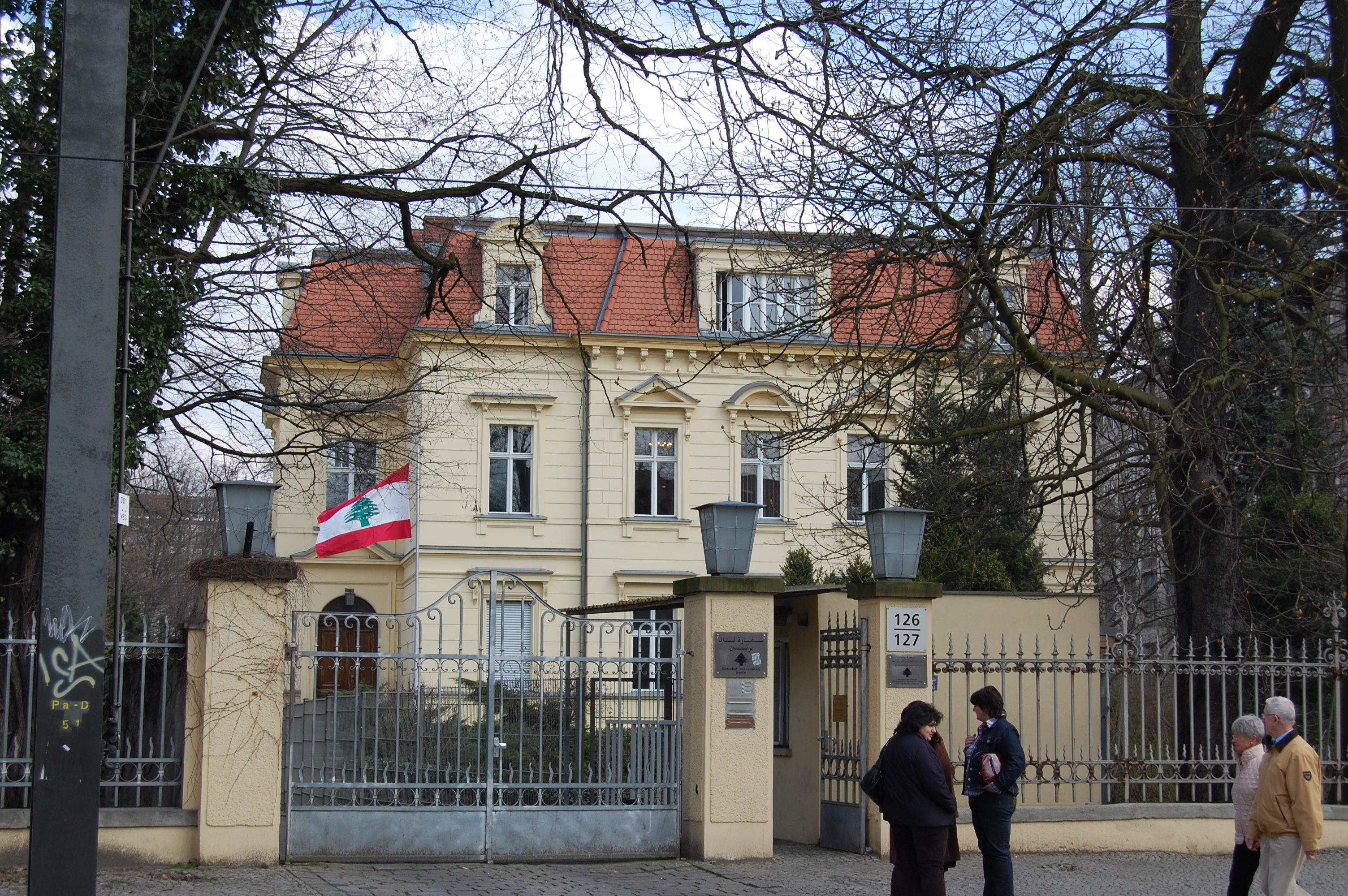
베를린 주재 레바논 대사관

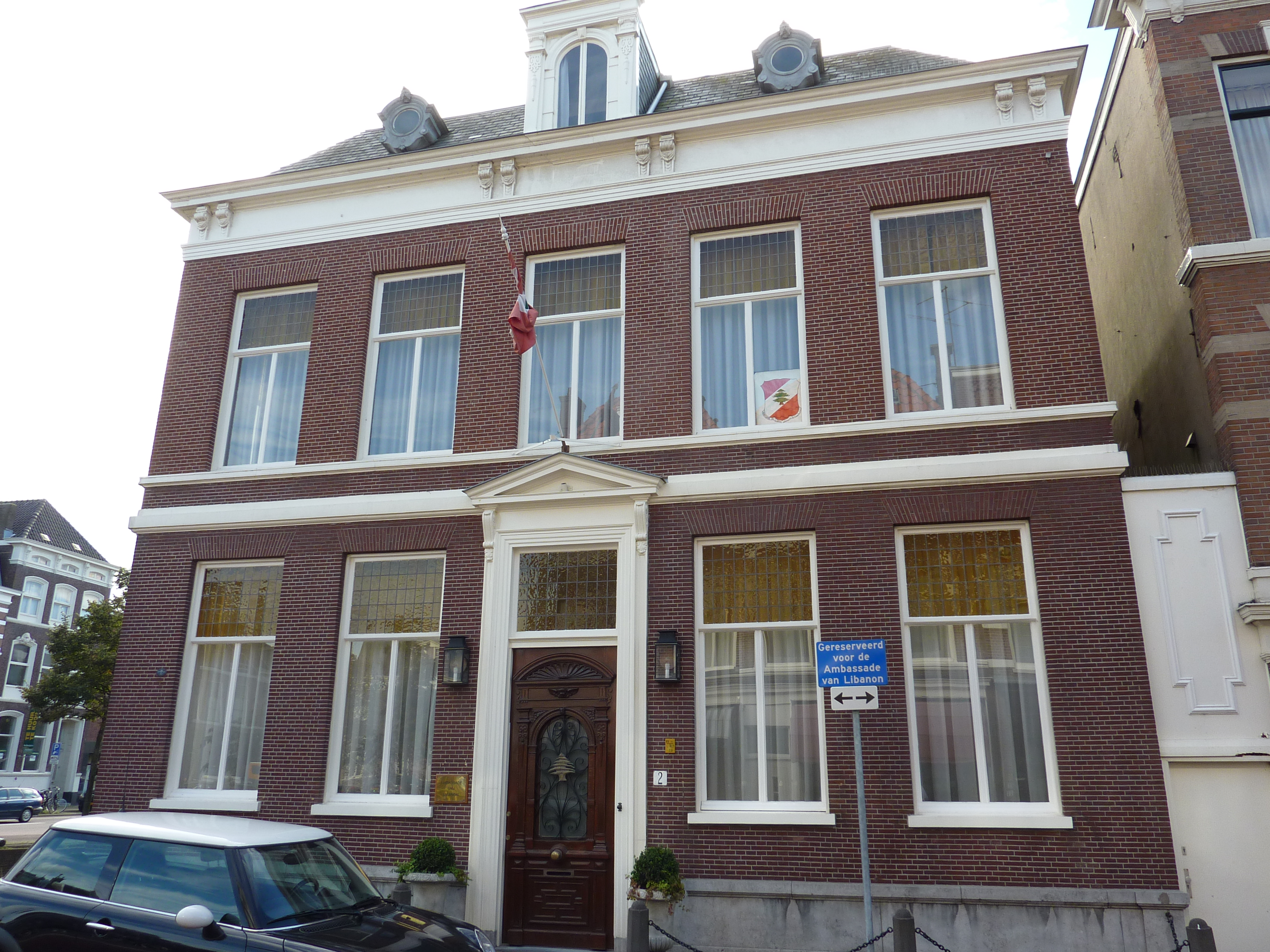
헤이그 주재 레바논 대사관

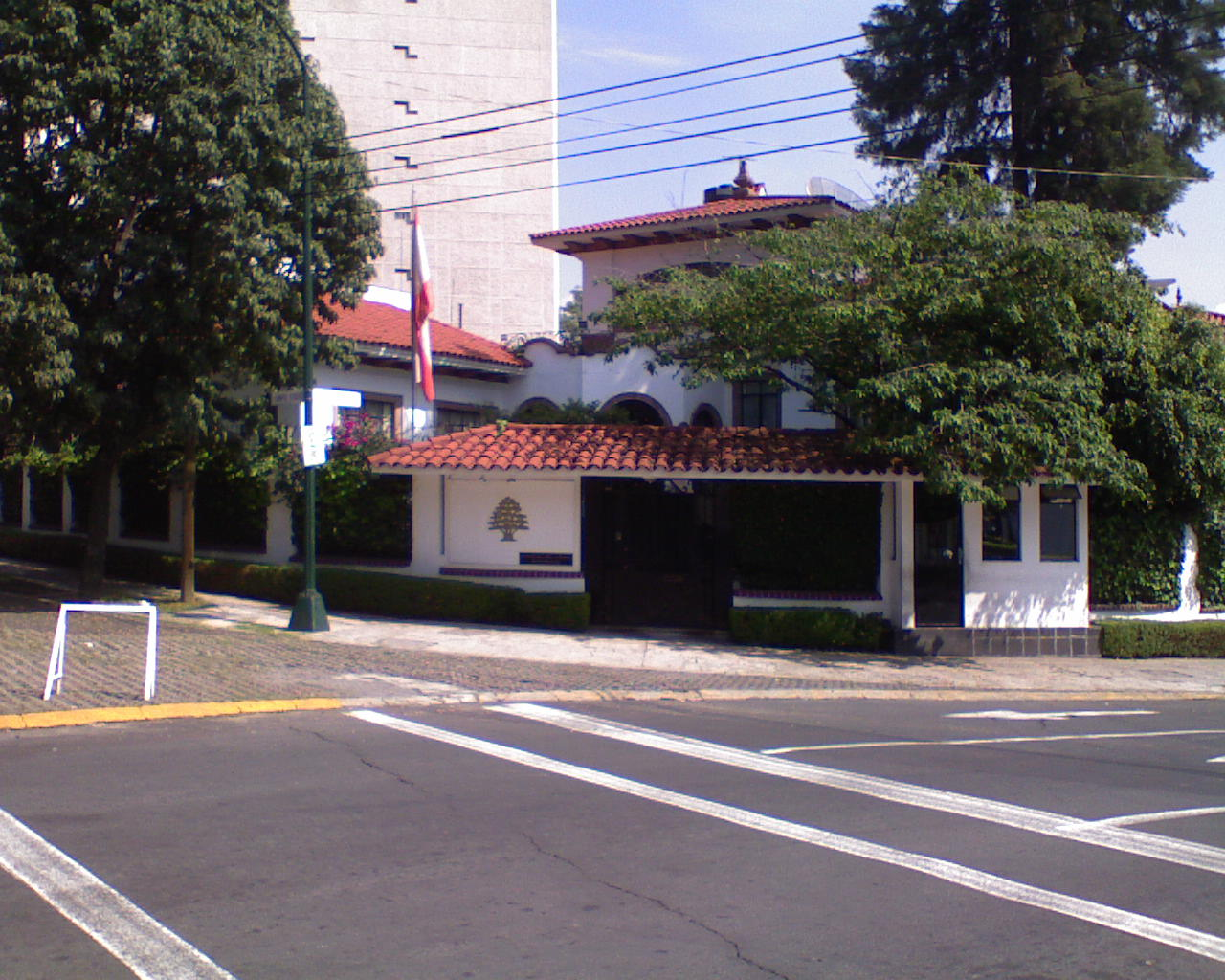
멕시코시티 주재 레바논 대사관

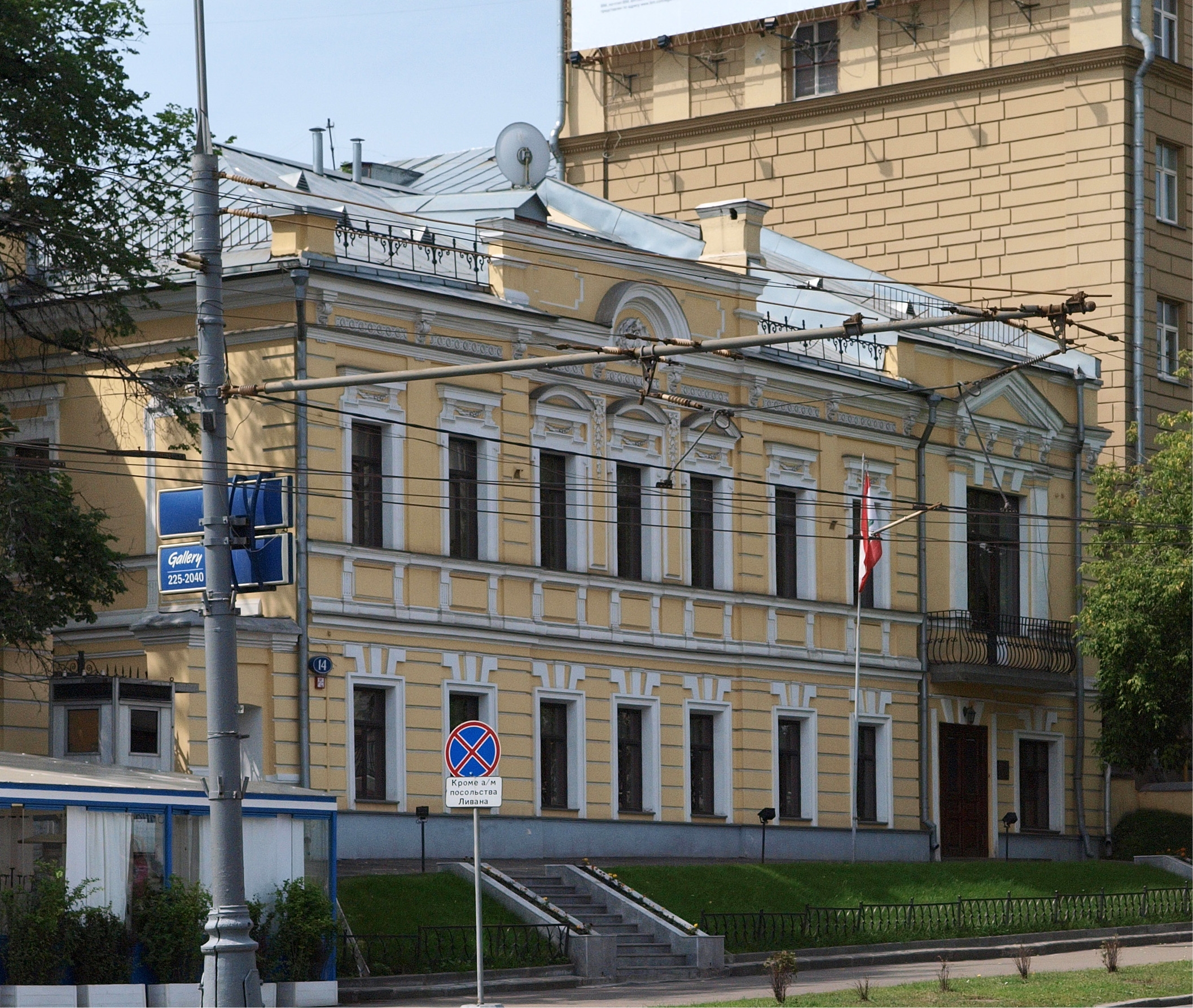
모스크바 주재 레바논 대사관

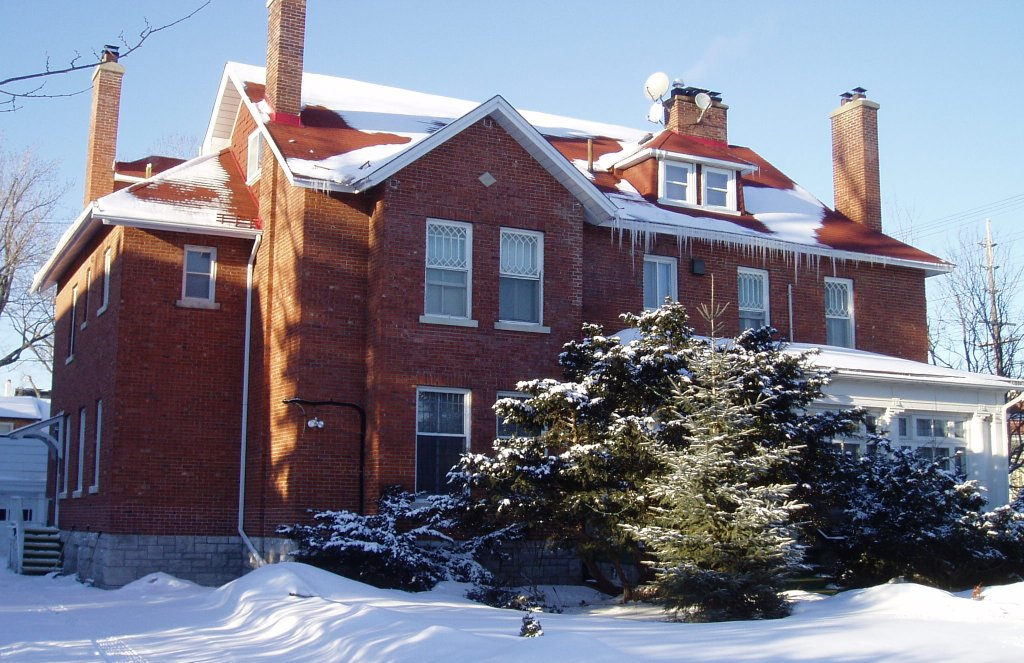
오타와 주재 레바논 대사관

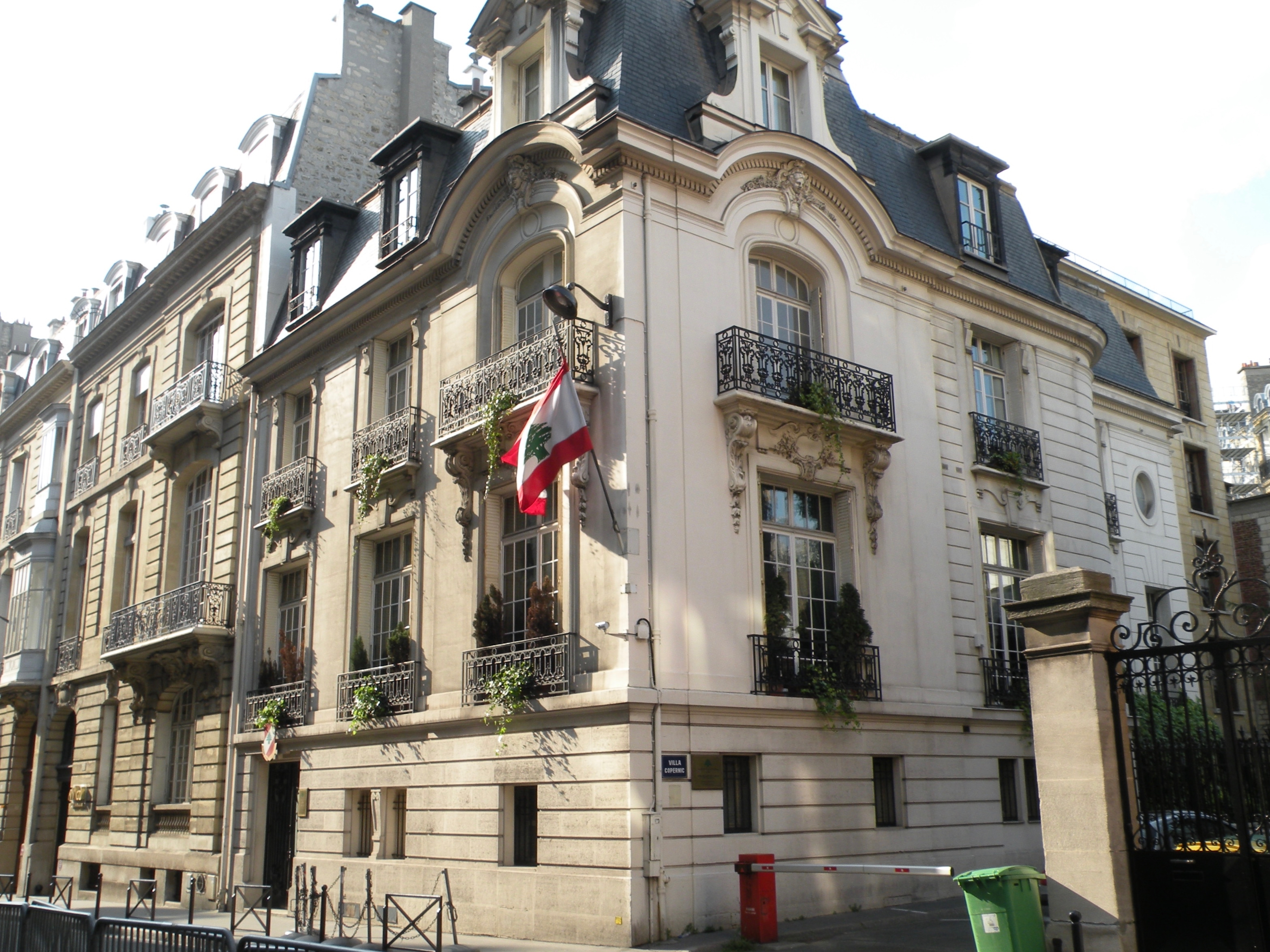
파리 주재 레바논 대사관

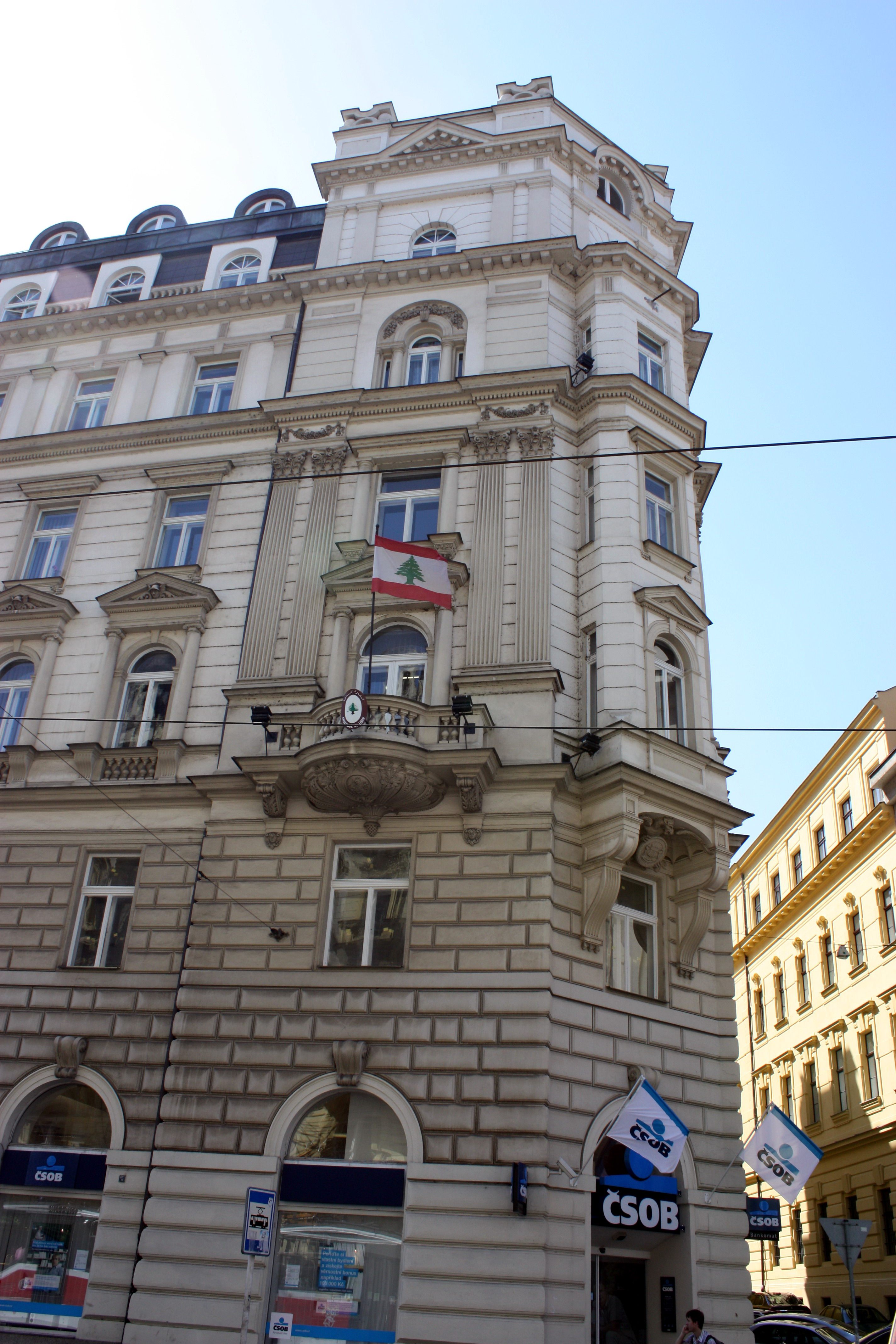
프라하 주재 레바논 대사관

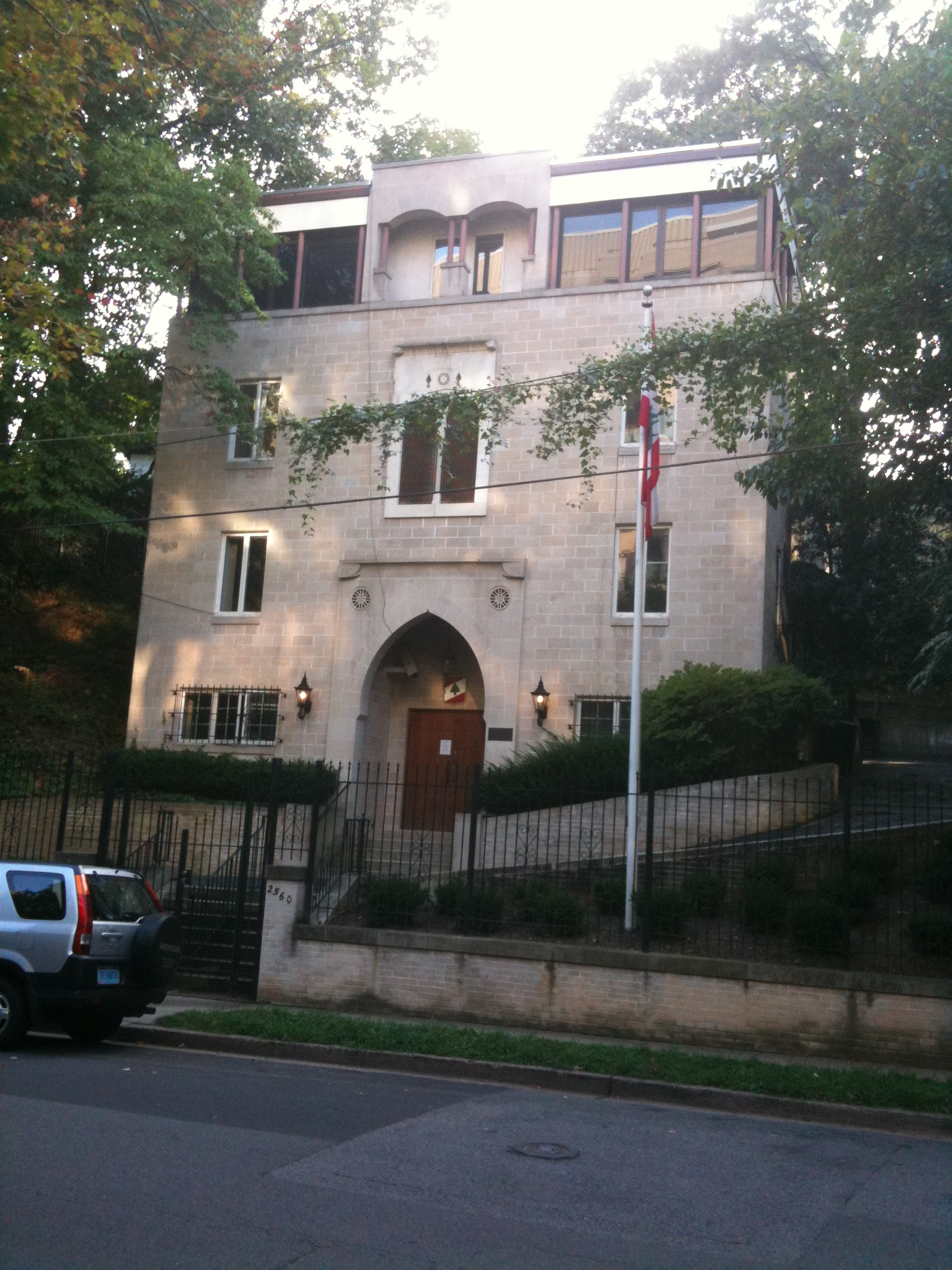
워싱턴 D.C. 주재 레바논 대사관

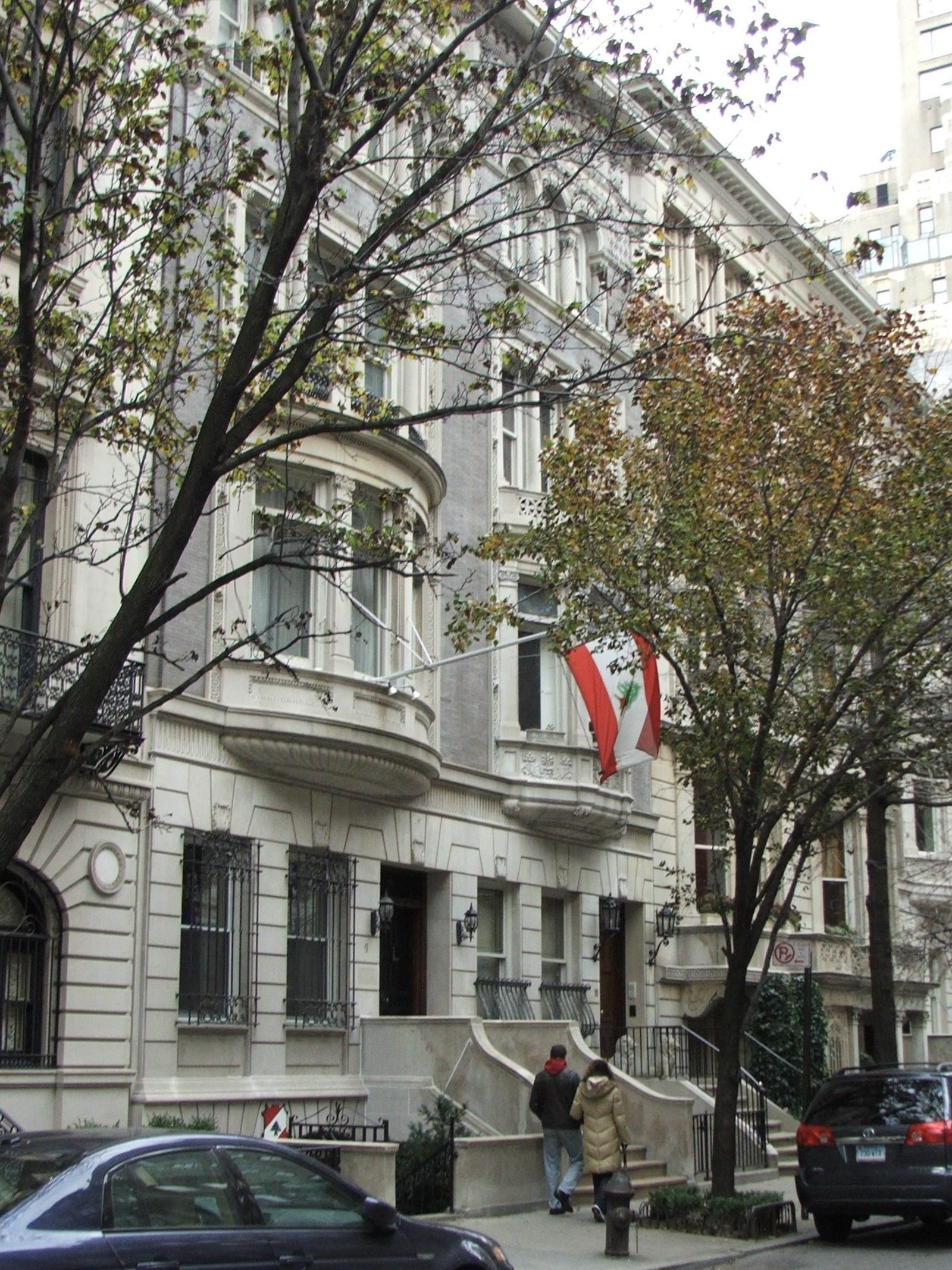
뉴욕 주재 레바논 총영사관

레바논의 재외공관 목록은 레바논 주재 대사관을 각국에 상주시켜 놓는 것을 의미하며 레바논의 재외공관을 나열한 목록이다.

## 아프리카
- 알제리 : 알제 (대사관)
- 코트디부아르 : 아비장 (대사관)
- 콩고 민주 공화국 : 킨샤사 (대사관)
- 이집트 : 카이로 (대사관), 알렉산드리아 (총영사관)
- 가봉 : 리브르빌 (대사관)
- 가나 : 아크라 (대사관)
- 기니 : 코나크리 (대사관)
- 라이베리아 : 몬로비아 (대사관)
- 리비아 : 트리폴리 (대사관)
- 모로코 : 라바트 (대사관)
- 나이지리아 : 아부자 (대사관), 라고스 (총영사관)
- 세네갈 : 다카르 (대사관)
- 시에라리온 : 프리타운 (대사관)
- 남아프리카 공화국 : 프리토리아 (대사관)
- 수단 : 하르툼 (대사관)
- 튀니지 : 튀니스 (대사관)

## 아메리카
- 아르헨티나 : 부에노스아이레스 (대사관)
- 브라질 : 브라질리아 (대사관), 리우데자네이루 (총영사관), 상파울루 (총영사관)
- 캐나다 : 오타와 (대사관), 몬트리올 (총영사관)
- 칠레 : 산티아고 (대사관)
- 콜롬비아 : 보고타 (대사관)
- 쿠바 : 아바나 (대사관)
- 멕시코 : 멕시코시티 (대사관)
- 파라과이 : 아순시온 (대사관)
- 미국 : 워싱턴 D.C. (대사관), 디트로이트 (총영사관), 로스앤젤레스 (총영사관), 뉴욕 (총영사관)
- 우루과이 : 몬테비데오 (대사관)
- 베네수엘라 : 카라카스 (대사관)

## 아시아
- 아르메니아 : 예레반 (대사관)
- 바레인 : 마나마 (대사관)
- 중화인민공화국 : 베이징시 (대사관)
- 인도 : 뉴델리 (대사관)
- 인도네시아 : 자카르타 (대사관)
- 이란 : 테헤란 (대사관)
- 이라크 : 바그다드 (대사관)
- 일본 : 도쿄도 (대사관)
- 요르단 : 암만 (대사관)
- 카자흐스탄 : 아스타나 (대사관)
- 대한민국 : 서울특별시 (대사관)
- 쿠웨이트 : 쿠웨이트시티 (대사관)
- 말레이시아 : 쿠알라룸푸르 (대사관)
- 오만 : 무스카트 (대사관)
- 파키스탄 : 이슬라마바드 (대사관)
- 카타르 : 도하 (대사관)
- 사우디아라비아 : 리야드 (대사관), 지다 (총영사관)
- 시리아 : 다마스쿠스 (대사관)
- 튀르키예 : 앙카라 (대사관), 이스탄불 (총영사관)
- 아랍에미리트 : 아부다비 (대사관), 두바이 (총영사관)
- 예멘 : 사나 (대사관)

## 유럽
- 오스트리아 : 빈 (대사관)
- 벨기에 : 브뤼셀 (대사관)
- 불가리아 : 소피아 (대사관)
- 키프로스 : 니코시아 (대사관)
- 체코 : 프라하 (대사관)
- 프랑스 : 파리 (대사관), 마르세유 (총영사관)
- 독일 : 베를린 (대사관)
- 그리스 : 아테네 (대사관)
- 바티칸 시국 : 로마 (대사관)
- 헝가리 : 부다페스트 (대사관)
- 이탈리아 : 로마 (대사관), 밀라노 (총영사관)
- 네덜란드 : 헤이그 (대사관)
- 폴란드 : 바르샤바 (대사관)
- 루마니아 : 부쿠레슈티 (대사관)
- 러시아 : 모스크바 (대사관)
- 세르비아 : 베오그라드 (대사관)
- 스페인 : 마드리드 (대사관)
- 스웨덴 : 스톡홀름 (대사관)
- 스위스 : 제네바 (영사관)
- 우크라이나 : 키예프 (대사관)
- 영국 : 런던 (대사관)

## 오세아니아
- 오스트레일리아 : 캔버라 (대사관), 멜버른 (총영사관), 시드니 (총영사관)

## 대표부
- EU 레바논 정부 대표부 : 브뤼셀
- UN 레바논 정부 대표부 : 제네바, 뉴욕
- UNESCO 레바논 정부 대표부 : 파리
- 아랍 연맹 레바논 정부 대표부 : 카이로

## 같이 보기
- 레바논 주재 외국공관 목록